# 카페 드 플로르 (영화)
카페 드 플로르(Café de Flore)는 2011년 개봉한 드라마 영화이다.

## 캐스팅
- 바네사 패러디스 - Jacqueline
- 케빈 패런트 - Antoine Godin